# 그녀들의 완벽한 하루
《그녀들의 완벽한 하루》는 2013년 2월 17일부터 2013년 3월 10일까지 방영된 KBS 드라마 스페셜 연작 시리즈 시즌 3의 두 번째 작품이다.
이 드라마는 강남구 초호화 유치원에서 발생한 아동 실종 사건을 배경으로, 겉으로는 행복해 보이지만 때로는 질식할 것만 같은 그 일상의 이면에 감춰진 엄마들의 질투와 욕망을 그렸다.

## 등장 인물

### 주요 인물
- 송선미 : 정수아(35세) 역 - 하나 유치원 해바라기반 오예린(7세. 여) 엄마
- 김세아 : 차혜주(32세) 역 - 하나 유치원 해바라기반 하리나(7세. 여) 엄마
- 신동미 : 유경화(35세) 역 - 하나 유치원 해바라기반 박하진(7세. 남) 엄마
- 변정수 : 이미복(35세) 역 - 하나유치원 해바라기반 이도훈(7세. 남) 엄마

### 그 외 인물
- 사현진 : 차현수(35세) 역 - 전 하나유치원 원생 영지(7세. 여) 엄마
- 오지영
- 조승연
- 정의갑
- 한그림
- 김경희
- 이지영
- 이승희
- Jacob Missyuris
- 전혜영
- 육미라
- 소희정
- 김선은
- 손선근
- 임지현
- 김성연
- 이성희
- 김주아
- 정진희
- 김아란
- 남은아
- 원종례
- 강정구
- 민대식
- 임지현
- 김민수
- 김수현
- 유지현
- 이선영
- 최보원
- 김수현 (아역)
- 최다인 (아역)
- 김태용 (아역)
- 김동현 (아역)
- 이한빛 (아역)
- 윤지호 (아역)
- 김예은 (아역)
- 오은찬 (아역)
- 손아영 (아역)
- 신여원 (아역)
- 이장경 (아역)
- 송도현 (아역)

### 특별출연
- 최상훈
- 선우용여
- 전익령

## 시청률
| 2013년 | 2013년   | 2013년                                                | 2013년         | 2013년 |
| 회차   | 방송일   | 부제                                                  | AGB닐슨 시청률 |        |
| 회차   | 방송일   | 부제                                                  | 대한민국(전국) |        |
| ------ | -------- | ----------------------------------------------------- | -------------- | ------ |
| 제1회  | 2월 17일 | 정수아(鄭守雅) 스토리 - 이상한 나라로의 초대          | 5.5%           |        |
| 제2회  | 2월 24일 | 차혜주(車惠珠) 스토리 - 재투성이 아가씨의 꿈          | 6.9%           |        |
| 제3회  | 3월 3일  | 유경화(柳京和) 스토리 - 미운 오리 새끼의 질투         | 5.8%           |        |
| 제4회  | 3월 10일 | 이미복(李美福) 스토리 - 겨울나라 여왕의 눈물 (최종회) | 5.6%           |        |